# Enfants de salauds
Pour les articles homonymes, voir Enfants de salauds.
Pour le film français de Tonie Marshall, voir Enfants de salaud.
Pour plus de détails, voir Fiche technique et Distribution.
Enfants de salauds (Play Dirty) est un film britannique réalisé par André de Toth sorti en 1969. 
L'histoire est inspirée par les opérations menées par des unités alliées telles que le Long Range Desert Group, la Popski's Private Army ou encore le Special Air Service ayant opéré pendant la guerre du désert en Afrique du Nord pendant la Seconde Guerre mondiale.

## Synopsis
En Égypte, en 1942, le capitaine Leech revient des lignes allemandes après avoir échoué dans une opération commando. À bord de sa jeep criblée de balles, il ne ramène que le corps de l'officier anglais qui commandait l'opération.
Son supérieur, le colonel Masters, passionné par l'histoire des Carthaginois et peu formaliste vis-à-vis de la discipline militaire, dirige un groupe de mercenaires ayant en commun d'avoir tous eu des démêlés avec la justice. Les opérations spéciales qu'il mène dans le désert contre l'Afrikakorps tournent généralement au fiasco et coûtent très cher aux Britanniques, tant en matériel qu'en vies humaines.
Le général Blore convoque Masters afin de lui signifier la dissolution prochaine de son unité. Celui-ci devra prendre du repos puis on le nommera à un poste secondaire, comme commandant d'un camp de prisonniers de guerre. Le colonel Masters réagit vivement et joue son dernier atout pour essayer de sauver son commandement : il explique au général et au capitaine Attwood qu'il a maintenant trouvé l'objectif idéal pour sa prochaine mission, en leur montrant des photographies prises par les tribus du désert avec lesquelles il est en contact et qui semblent prouver qu'un gigantesque dépôt de carburant a été installé par les Allemands à 620 kilomètres derrière leurs lignes. Le faire sauter bloquerait irrémédiablement l'Afrikakorps de Rommel. Très impressionné par cette démonstration, Blore lui donne une dernière chance de prouver ses compétences mais il lui impose qu'un officier britannique prendra le commandement de l'expédition.
Le capitaine Douglas est un ingénieur de la British Petroleum détaché comme officier auprès du Royal Engineers. Il s'occupe du déchargement des pétroliers qui arrivent à Alexandrie. Bien qu'il ne doive "servir que dans une zone portuaire", le colonel Homerton le confie aux bons soins du capitaine Attwood, qui lui apprend qu'il est désigné pour l'opération et affecté à l'unité de Masters qui se trouve dans l'arrière cour d'un café égyptien.
La rencontre entre le capitaine Douglas et le capitaine Leech est houleuse. Douglas assure le commandement théorique du groupe mais les hommes restent fidèles à Leech qui reste un mercenaire endurci et n'accepte pas de bonne grâce l'arrivée du nouveau venu. Pour l'amadouer, le colonel Masters lui promet de lui verser 2000 £ s'il parvient à ramener Douglas vivant à la fin de l'opération. De son côté, le général Blore n'a pas confiance en "la bande à Masters" et il charge un autre officier, le major Watkins, de mener une formation commando issue de l'armée régulière sur le même objectif que Douglas : "même route, mêmes ordres", en lui faisant croire qu'il est lui-même l'auteur de ce plan bien conçu.
Le commando dirigé par Douglas et Leech est composé d'une jeep Willys MB et de deux camions KFZ.15 Horch surchargés. Les hommes ont revêtu des uniformes de l'armée royale italienne pour tâcher de passer incognito en territoire libyen, alors colonie italienne. Le groupe s'enfonce dans le désert afin de contourner la dépression de Qattara mais arrivé près d'une oasis il tombe sur des touaregs fidèles aux Allemands, qui finissent par découvrir leur véritable identité. Les touaregs sont massacrés par Leech et ses hommes au grand dam de Douglas, officier très humaniste qui n'approuve pas la cruauté de son second. Les corps des touaregs sont abandonnés en plein soleil et le convoi reprend sa route vers la dépression. Après quelques mésaventures, le convoi est bientôt arrêté par une falaise à pic qui barre le chemin et qui semble mettre un point final à la mission. C'est cette fois Douglas, officier du génie, qui parvient à trouver une solution au problème en faisant déployer des câbles et en faisant hisser l'un après l'autre les véhicules sur la crête. Une maladresse de Leech, trop confiant, provoque cependant la rupture du dernier câble et l'un des véhicules bascule dans le vide avec tout son équipement, provoquant la fureur de Douglas.
Pendant ce temps, le commando dirigé le major Wattkins (deux jeeps et quatre camions remplis de matériel) arrive à l'oasis et y découvre les corps abandonnés par le groupe de Douglas. Les officiers décident de les faire enterrer, en ignorant qu'un guetteur touareg les observe et qu'il va prévenir les Allemands. Plus loin, arrivé au pied de la falaise, le convoi tombe dans une gigantesque embuscade organisée par un détachement de l'Afrikakorps doté de plusieurs halftracks, de mortiers et d'un groupe d'infanterie portée armé de mitrailleuses. Les britanniques sont massacrés.
Au sommet de la falaise, le groupe de Douglas a pu observer silencieusement l'ensemble de la bataille. Leech ayant empêché Douglas de prévenir ses compatriotes tombés dans l'embuscade, ce dernier s'emporte et il s'ensuit une nouvelle altercation entre les deux officiers. Après avoir récupéré le matériel rescapé de la colonne Wattkins, Douglas ordonne à ses hommes d'enterrer les victimes. Il est obligé de les menacer avec sa mitraillette pour se faire obéir. "Cette fois, c'est pas du chiqué" déclare Leech avant d'obtempérer !
L'appareil de radio ayant été endommagé, il n'est plus possible au commando de recevoir de messages, il ne peut qu'émettre. Douglas n'en continue pas moins sa mission, mais les pneus du camion sont tour à tour crevés à cause de l'état du sol et il n'y a plus de roue de secours disponible, ce que l'officier reproche vertement à Leech qui était chargé de ce genre d'approvisionnement. Le groupe découvre heureusement plusieurs véhicules détruits, sur lesquels on peut récupérer des roues, mais le cric abandonné dont se saisit Douglas est piégé avec une mine et ce dernier ne doit la vie sauve que grâce à l'expérience de Leech qui parvient à la neutraliser. L'un des membres du commando, Hassan, est cependant grièvement blessé par l'explosion d'une autre mine, il faudra le transporter prudemment avec tous les risques que cela implique.
Parvenu sur une route importante, le commando intercepte une ambulance militaire allemande dont ils prennent possession après que Douglas ait abattu les deux chauffeurs. À l'arrière du véhicule ils découvrent une infirmière assez combattive qu'ils ont du mal à capturer, et à qui ils laissent la vie sauve tant qu'elle pourra soigner Hassan. Un peu plus tard, plusieurs membres du commando essayent de violer la jeune femme, et c'est Hassan qui la sauve de justesse en tirant avec son révolver sur la fesse de l'un des agresseurs.
Vêtus d'uniformes allemands, les hommes du commando parviennent aux abords du dépôt de carburant. Ils vont profiter de l'arrivée d'une tempête de sable pour se faufiler dans les barbelés et s'approcher des citernes. Il faut aussi éviter les mines qui protègent les abords de l'installation... qui s'avère n'être finalement qu'un décor fictif : le dépôt pris en photo n'était fait qu'avec des planches et des plaques en tôles ! Leech reste goguenard et décide de rentrer en Égypte, la mission étant un échec. Douglas quant-à lui, ordonne de continuer la mission et de chercher le véritable dépôt d'essence. Il se trouve être dans une ville portuaire [il peut s'agir de Benghazi ]. Les deux hommes, déguisés en officiers italiens, font un repérage dans la ville occupée par les Allemands, ils décident de détruire les installations pétrolières avant de tenter de fuir à bord d'un bateau.
En Égypte, le général Blore convoque le colonel Masters afin de lui indiquer que le général Montgomery a fait une percée éclair dans les lignes allemandes et qu'il s'enfonce en Libye. Il lui demande d'annuler la mission de Douglas et Leech, afin de mettre la main sur l'ensemble des dépôts de carburant de l'Axe dont il a besoin pour poursuivre son avance. Masters lui indiquant qu'il n'a plus de liaison avec le commando, il lui ordonne - sans lui donner d'ordre écrit - d'empêcher la destruction des dépôts par tous les moyens, y compris en prévenant les Allemands via un agent double de la présence d'éléments anglais dans les parages. Alors que la nuit tombe, Douglas et ses hommes se faufilent dans le dépôt de carburant où sont alignés des centaines de barils. Ils sont repérés par la garnison de la place qui les attendait, les encercle, et leur fait savoir qu'ils connaissent leurs noms, grades et matricules en leur demandant de se rendre. Douglas et Leech n'en amorcent pas moins la destruction du dépôt qui s'enflamme. Les hommes du commando sont tous abattus, seuls les deux officiers parviennent à s'enfuir vers la ville où ils s'abritent dans une maison abandonnée, se demandant qui a bien pu les trahir et dévoiler leur présence aux Allemands. Au petit matin, ils sont réveillés par des explosions et des bruits de combats : l'armée du général Montgomery a réussi sa percée et arrive dans la ville, des chars la traversent à toute allure. Toujours vêtus de leurs uniformes allemands, Douglas et Leech décident de laisser leurs armes, de sortir et d'agiter un drapeau blanc pour entrer en contact avec les Anglais qui arrivent. Ils sont abattus à la mitraillette par un tommy qui déclare ensuite à son lieutenant qu'il n'avait "pas vu le drapeau blanc". "Ne recommencez pas!", lui répondra placidement ce dernier.

## Fiche technique
- Réalisateur : André de Toth
- Scénaristes : Melvyn Bragg, Lotte Colin, George Marton
- Producteur : Harry Saltzman
- Musique originale : Michel Legrand
- Image : Edward Scaife
- Montage : Jack Slade, Alan Osbiston
- Durée : 118 minutes

## Distribution
Membres du commando :
- Michael Caine (VF : Jean-Claude Michel) : capitaine Douglas
- Nigel Davenport (VF : André Valmy) : capitaine Cyril Leech
- Aly Ben Ayed (VF : Henry Djanik) : Sadok
- Enrique Avila : Kafkarides
- Takis Emmanuel : Kostas Manou
- Scott Miller (VF : Denis Savignat) : Boudesh
- Mohsen Ben Abdallah : Hassan
- Mohamed Kouka : Assine

État-major et groupe Wattkins :
- Nigel Green : colonel Masters
- Harry Andrews (VF : Roger Tréville) : brigadier-général Blore
- Bernard Archard (VF : Jacques Berthier) : colonel Homerton
- Patrick Jordan (VF : Jean Berger) : major Alan Wattkins
- Daniel Pilon : capitaine Attwood, second de Blore

Allemands :
- Vivian Pickles (VF : Ellen Bahl) : infirmière allemande
- Stanley Caine : officier allemand

Divers :
- Martin Burland : officier mort (scène d'introduction)
- George McKeenan : caporal sur le quai
- Bridget Espeet (VF : Dominique Mac Avoy) : la secrétaire
- Anthony Stamboulieh : barman du café Aziz
- Rafael Albaicín : chef touareg à l'oasis

## À noter
- Le film a été tourné dans le désert d'Almeria, en Espagne. Les scènes portuaires ont été tournées non loin, à Roquetas de Mar.
- Différentes versions de musiques d'époque sont audibles dans le film :  
  - Lili Marlene, en version allemande, utilisée en tant que générique
  - You are my sunshine, chanson anglaise de 1939
  - Wenn wir marschieren (version féminine), chanson allemande
  - Faccetta nera, chanson italienne
- Le réalisateur André de Toth n'a pas cherché, avec ce film, à glorifier la guerre ni les combattants. Il s'agit en fin de compte d'un film profondément antimilitariste qui cherche à montrer les mauvais côtés de toutes les guerres en insistant sur des aberrations souvent masquées par l'Histoire : militaires engagés pour l'argent (mercenaires), officiers déséquilibrés n'hésitant pas à trahir leurs hommes, mutineries, pillages, viols... Il est également l'un des premiers films de guerre où est montrée de façon explicite l'homosexualité de deux combattants (les deux guides arabes) sans que cela ne porte atteinte à leur dignité ou à l'intrigue de l'histoire [source : bonus du DVD Enfants de salauds, par Bertrand Tavernier et Patrick Brion]